# کیکیگوگو
کیکیگوگو شهری در شهرستان کودوگو در استان بولکیمده در بورکینافاسوی غربی مرکزی است جمعیت آن ۳۸۹ نفر است.